# Ruffano
Ruffano (Rufànu in dialetto salentino; Ρουφάνα, Rufàna in greco salentino) è un comune italiano di 9 228 abitanti della provincia di Lecce in Puglia. Si trova nel basso Salento, nel territorio delle serre salentine.

## Geografia fisica

### Territorio
Il territorio del comune di Ruffano, che si estende per 38,82 km², è situato al centro del basso Salento. Il centro abitato sorge a 127 m s.l.m. sui modesti rilievi delle serre salentine caratterizzanti gran parte dell'intero territorio comunale che risulta compreso tra i 96 e i 179 m s.l.m. La Serra di Ruffano, ricca di vegetazione tipica della macchia mediterranea, ospita numerose grotte e anfratti naturali, alcuni dei quali abitati sin dall'età paleolitica e riconvertiti in luoghi di culto cristiano dai Basiliani.
Confina a nord con i comuni di Casarano e Supersano, a est con i comuni di Montesano Salentino e Miggiano, a sud-est con il comune di Specchia, a sud con il comune di Presicce-Acquarica, a sud-ovest con il comune di Taurisano, a ovest con il comune di Ugento.
- Classificazione sismica: zona 4 (sismicità molto bassa), Ordinanza PCM n. 3274 del 20/03/2003

### Clima
Dal punto di vista meteorologico Ruffano rientra nel territorio del basso Salento che presenta un clima prettamente mediterraneo, con inverni miti ed estati caldo umide. In base alle medie di riferimento, la temperatura media del mese più freddo, gennaio, si attesta attorno ai +10,2 °C, mentre quella del mese più caldo, agosto, si aggira sui +36,8 °C. Le precipitazioni medie annue, che si aggirano intorno ai 94 mm, presentano un minimo in primavera-estate ed un picco in autunno-inverno.
Facendo riferimento alla ventosità, i comuni del basso Salento risentono debolmente delle correnti occidentali grazie alla protezione determinata dalle serre salentine che creano un sistema a scudo. Al contrario le correnti autunnali e invernali da Sud-Est, favoriscono in parte l'incremento delle precipitazioni, in questo periodo, rispetto al resto della penisola.
| Ruffano                    | Mesi | Mesi | Mesi | Mesi | Mesi | Mesi | Mesi | Mesi | Mesi | Mesi | Mesi | Mesi | Stagioni | Stagioni | Stagioni | Stagioni | Anno |
| Ruffano                    | Gen  | Feb  | Mar  | Apr  | Mag  | Giu  | Lug  | Ago  | Set  | Ott  | Nov  | Dic  | Inv      | Pri      | Est      | Aut      | Anno |
| -------------------------- | ---- | ---- | ---- | ---- | ---- | ---- | ---- | ---- | ---- | ---- | ---- | ---- | -------- | -------- | -------- | -------- | ---- |
| T. max. media (°C)         | 13,0 | 13,0 | 16,0 | 19,0 | 24,0 | 28,0 | 31,0 | 31,0 | 27,0 | 22,0 | 17,0 | 14,0 | 13,3     | 19,7     | 30,0     | 22,0     | 21,3 |
| T. min. media (°C)         | 5,0  | 5,0  | 6,0  | 9,0  | 12,0 | 16,0 | 19,0 | 19,0 | 17,0 | 13,0 | 9,0  | 6,0  | 5,3      | 9,0      | 18,0     | 13,0     | 11,3 |
| Precipitazioni (mm)        | 63   | 54   | 68   | 38   | 28   | 20   | 18   | 32   | 54   | 81   | 91   | 81   | 198      | 134      | 70       | 226      | 628  |
| Umidità relativa media (%) | 82,0 | 77,0 | 75,0 | 74,0 | 70,0 | 66,0 | 63,0 | 67,0 | 71,0 | 77,0 | 81,0 | 83,0 | 80,7     | 73,0     | 65,3     | 76,3     | 73,8 |

- Classificazione climatica di Ruffano:[6]
  - Zona climatica: C
  - Gradi giorno: 1362

## Storia
Notizie certe sulla nascita del primo villaggio si possono avere a cominciare dalla caduta dell'Impero romano d'Occidente in poi, quando la Terra d'Otranto dovette subire, dal V all'XI secolo, un lungo periodo di guerre e distruzioni ad opera dei diversi popoli che si avvicendarono nella penisola salentina (Barbari, Saraceni, ecc.) Questo stato di soggezione e disagio durò anche sotto il Principato di Taranto, a cui Ruffano appartenne sino al 1463. In seguito divenne feudo dei Ruffa, dei Colonna, degli Antoglietta, dei Falconi, dei Filomarino, dei Brancaccio e, in ultimo, dei Ferrante che diedero notevole lustro e prestigio alla città.
Le ipotesi circa le origini del nome sono due: «…da un centurione di nome Ruffo il quale ebbe in sorte questa terra con l'occupazione romana del Salento» oppure, secondo le ipotesi sostenute dal vescovo Giuseppe Ruotolo, dalla voce italica Rufus o Rubus o, più probabilmente, dal latino Rubis, per il fatto che questo luogo era pieno di rovi o anche di frutti.
Un'altra famiglia molto importante che ha vissuto a Ruffano è stata ed è la famiglia Castriota Scanderbeg infatti, quando Giorgio Castriota Scanderbeg mori nell'anno 1846, dopo aver ricoperto la carica di giudice della Gran Corte Criminale di Avellino e poi di Lecce. Dopo la morte del padre, Carlotta e i figli usarono spesso soggiornare a Taurisano, a sud di Lecce, dove la famiglia Lopez y Royo conservava vasti possedimenti. Dai contatti con la nobiltà locale, il 1870 derivò il matrimonio tra il primogenito di Giorgio e Carlotta, Alessandro, e Maria Mariglia, figlia di Cesare e di Marianna d'Amore, dei marchesi di Ugento e Principi di Ruffano. Fu a causa di questo matrimonio che Alessandro si trasferì appunto a Ruffano, abitando il cinquecentesco palazzo Mariglia, ristrutturato nel corso dell'Ottocento, e tuttora residenza della famiglia Castriota Scanderbeg. Figlio unigenito di Alessandro e Maria Mariglia fu un altro Giorgio Castriota Scanderbeg, battezzato in Ruffano il 13 dicembre 1871; ottenne per sé il privilegio, poi esteso agli altri membri familiari e alla servitù, di udir messa e potersi comunicare nella cappella privata del palazzo di Ruffano. Nel 1895 sposò Francesca Bottari, dei baroni di Paretalto, e nel quadriennio 1897 - 1900 ricoprì la carica di sindaco di Ruffano.

### Simboli
Lo stemma è stato concesso assieme al gonfalone con decreto del presidente della Repubblica del 26 aprile 1991.
Esso raffigura tre collinette: quella centrale è fiammeggiante e su tutto campeggia una R maiuscola, iniziale del nome della cittadina, sormontata da una corona marchionale. I tre rilievi riprodotti simboleggiano le serre salentine, sulle cui pendici sorge Ruffano. La fiamma che si alza dalla collina centrale è simbolo di purificazione e di amore, immagine dello spirito e della trascendenza. Si dice che le tre colline rappresentino "La Serra" che unisce Ruffano con Supersano, la cittadina, e il Mucurune (in dialetto salentino).
Il gonfalone è un drappo di giallo.

## Monumenti e luoghi d'interesse

### Architetture religiose

#### Chiesa madre della Natività della Beata Maria Vergine

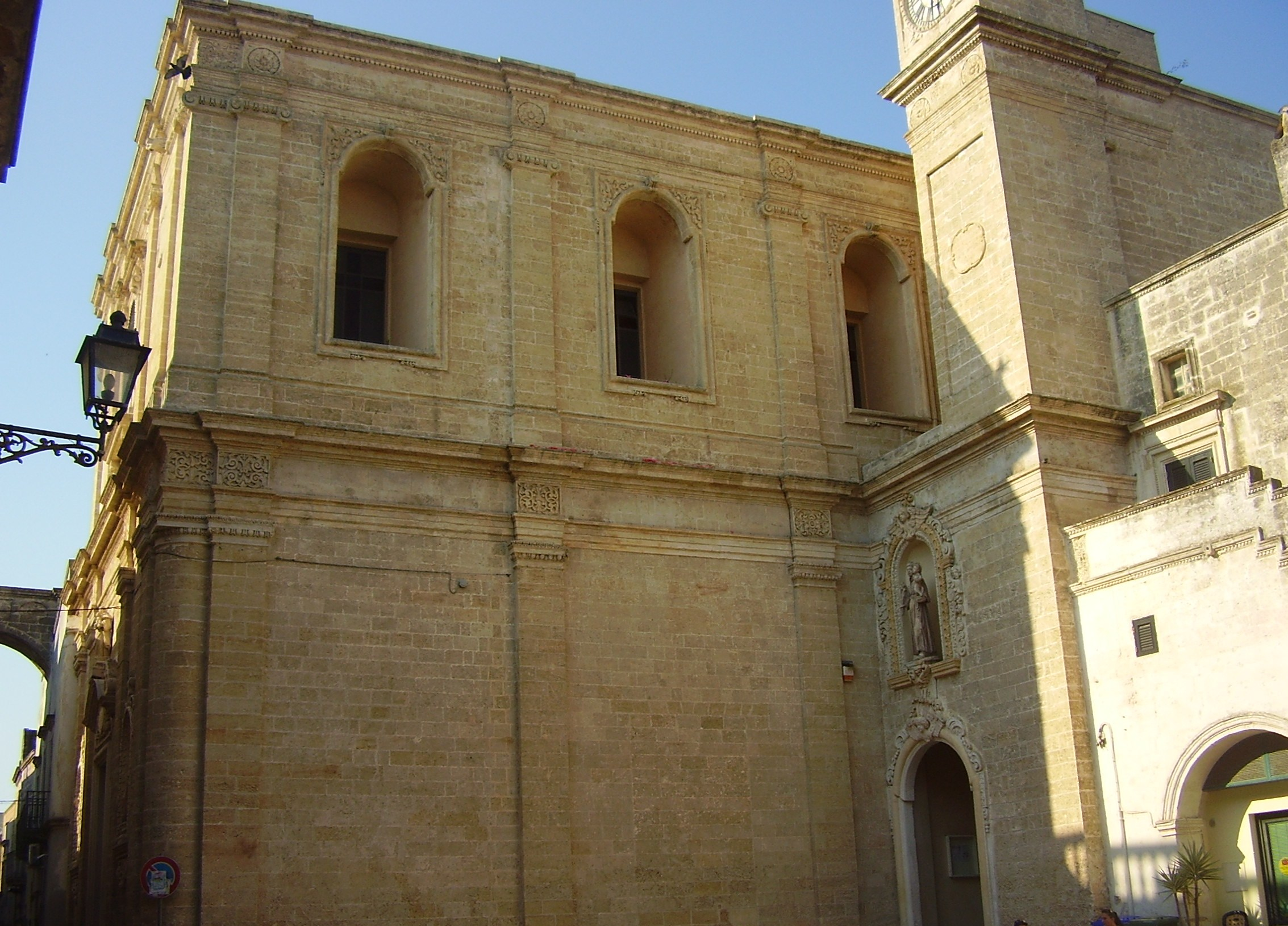
Chiesa matrice - esterno

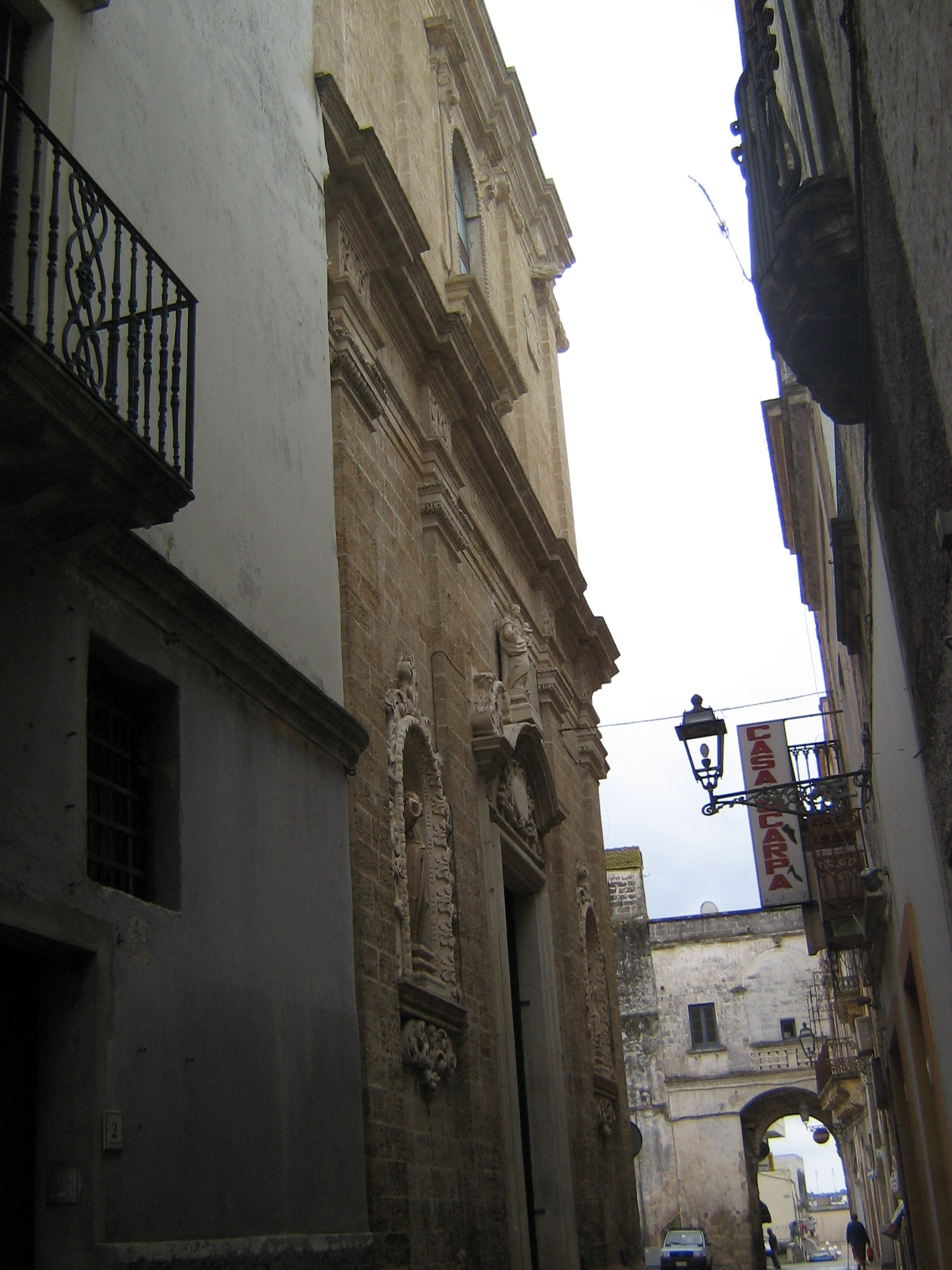
Scorcio della facciata della Chiesa matrice

La chiesa matrice, dedicata alla Natività della Beata Maria Vergine, fu edificata tra il 1706 e il 1713 sul sito della vecchia chiesa di rito greco.
La sua edificazione si deve all'impulso religioso delle confraternite del SS. Rosario e del SS. Sacramento e al contributo corale del popolo. I lavori furono affidati ai mastri martanesi Ignazio e Valerio Margoleo. Nel 1716 fu edificata la sacrestia e nel 1725 la torre dell'orologio sulla porta secondaria.
A croce latina, nella navata si aprono le cappelle dei sei altari barocchi finemente scolpiti in pietra leccese. Dal 1765 al 1776 il pittore ruffanese Saverio Lillo arricchisce le pareti della chiesa con le Virtù che inquadrano gli altari laterali; la tela ottagonale del transetto che raffigura la Natività di Maria; le grandi tele del presbiterio che raffigurano il Castigo di Core, Eliodoro scacciato dal tempio e la Regina di Saba; Sant'Antonio e miracolo della mula nel braccio destro del transetto; Gesù che scaccia i mercanti dal tempio nella controfacciata.
Entrando dalla porta maggiore, a sinistra è presente l'altare di Sant'Elia, eretto nel 1722 dal carmelitano Domenico Salvatore Cirillo, con al centro la statua lapidea del santo. Di fronte vi è l'altare del Crocefisso contenente la tela della Crocifissione, opera del Lillo del 1776. Segue sullo stesso lato l'altare della Misericordia realizzato nel 1722 dallo scultore Gaetano Carrone di Corigliano d'Otranto. Di fronte a quest'altare vi è quello della Madonna Immacolata del 1713. Segue l'altare di Sant'Antonio da Padova, fondato nel 1724 per devozione di Anna Basurto, principessa di Ruffano. Nella nicchia è la statua lignea del santo, mentre nel fastigio vi è il gruppo scultoreo della Madonna col Bambino che consegna un panetto a sant'Antonio. Di fronte a questo vi è l'altare del Carmine (o del Purgatorio), del 1722, di patronato della famiglia Mogavero.

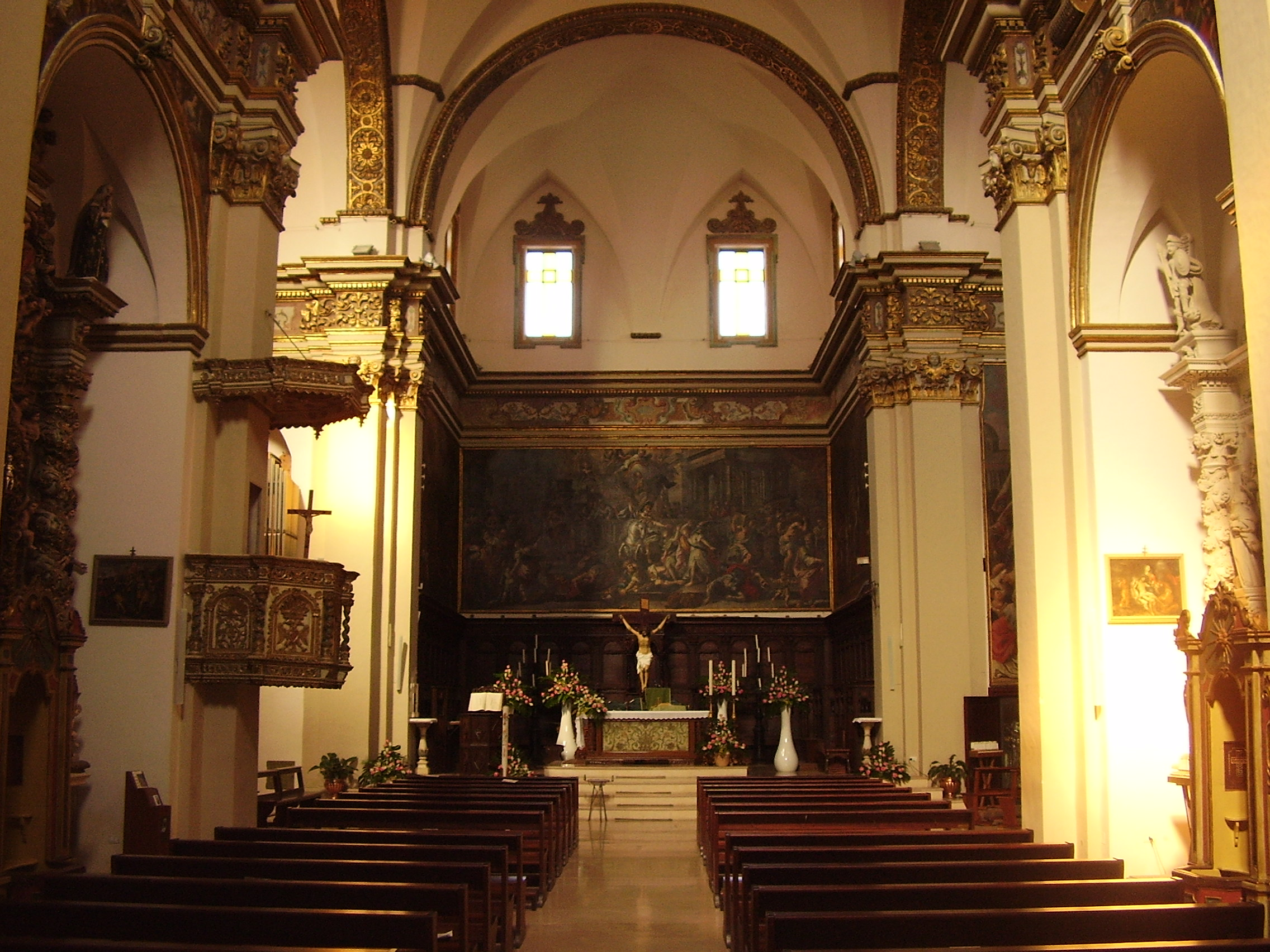
Chiesa Matrice – interno

Gli altari del transetto sono quelli del SS. Sacramento a destra e del SS. Rosario a sinistra, eretti per conto delle confraternite omonime. L'altare del SS. Sacramento, opera del Carrone, rappresenta il trionfo del barocco in quanto è il più ricco e fastoso della chiesa. Al centro risalta la tela dell'Ultima Cena. Di fronte vi è quello del SS. Rosario, più sobrio del precedente, nei motivi ornamentali, con al centro la statua lignea della Madonna del Rosario circondata dalle quindici formelle dei Misteri del Rosario del Lillo. L'antico altare maggiore, ora collocato in sacrestia, è stato sostituito nell'Ottocento. Quest'ultimo, in seguito agli ultimi lavori di restauro dell'edificio, è stato posizionato nella cappella del Santissimo. La chiesa conserva pregevoli opere lignee; il coro a ventinove stalli, il pulpito, il busto di San Matteo. Pregevole è la statua in lamina d'argento di Sant'Antonio da Padova'", eseguita dal napoletano Sebastiano Ajello nel 1791.
Negli ultimi restauri in sacrestia (1996) e nell'area sottostante la chiesa (2002) sono emerse le fondamenta di vecchie case (abbattute per la costruzione della nuova chiesa), le fosse di sepolture e tracce dell'antica chiesa tardo-quattrocentesca: aree che il visitatore può accedere da una scalinata. La cappella ipogea, al centro delle camere mortuarie, è stata realizzata nel corso degli ultimi lavori di restauro e manutenzione del tempio.
Nel braccio sinistro del transetto, nell'apposita cantoria, si trova l'organo a canne Ruffatti, del 1970, con consolle indipendente a pavimento. A trasmissione elettrica, ha due tastiere di 61 note ciascuna ed una pedaliera concavo-radiale di 30.

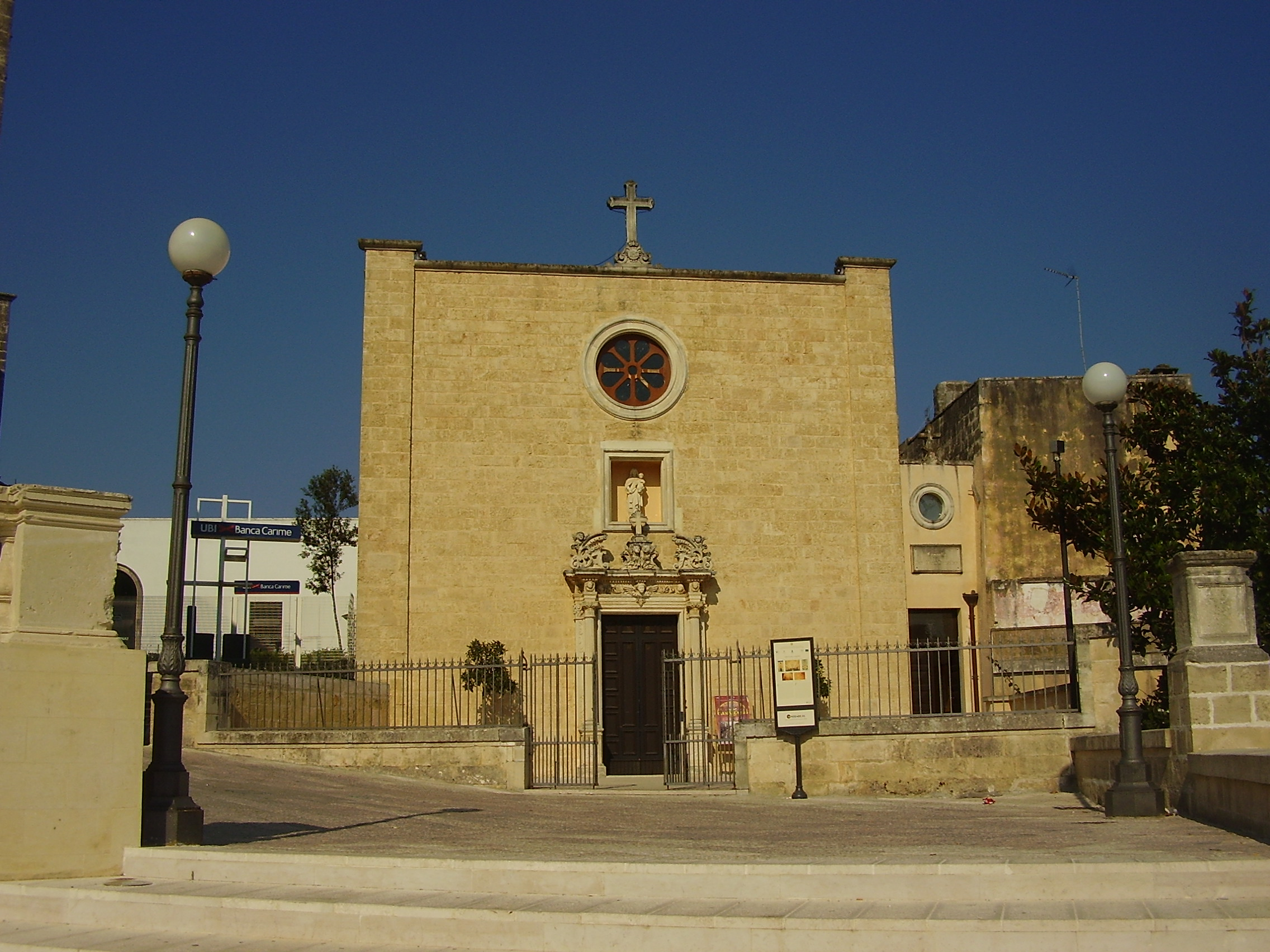
Chiesa del Carmine

#### Chiesa della Madonna del Carmine
Il sito occupato dalla chiesa della Madonna del Carmine è da secoli un punto di riferimento religioso per la comunità locale, dapprima con la chiesa rupestre, in seguito con la chiesa di San Marco e infine con l'attuale edificio sacro. La chiesa rupestre, accessibile dalla navata, risale al XII secolo e costituì un importante luogo di culto bizantino. Scavata nella roccia e a forma circolare, conserva ancora tracce degli affreschi e di alcune sepolture ricavate nel piano di calpestio. Nel XVI secolo venne sovrapposta alla chiesa rupestre una costruzione sub divo dedicata a san Marco che, per circa due secoli, fu considerata la più importante del paese. In seguito al trasferimento della confraternita del Carmine nella seconda metà del XVII secolo, la chiesa venne presto abbattuta per fare posto nel 1713, all'attuale. Quest'ultima, accessibile attraverso un portale barocco, si presenta a navata unica e custodisce all'interno un altare maggiore in stile barocco e due pale ottocentesche poste sui due altari laterali (di cui una raffigurante la Morte di san Giuseppe, datata 1832 e firmata da Rachele Lillo, figlia di Saverio). Negli anni sessanta del secolo scorso fu sottoposta a numerosi lavori di ampliamento della struttura e di restauro delle opere in essa contenute.

#### Chiesa San Francesco e Convento dei Cappuccini

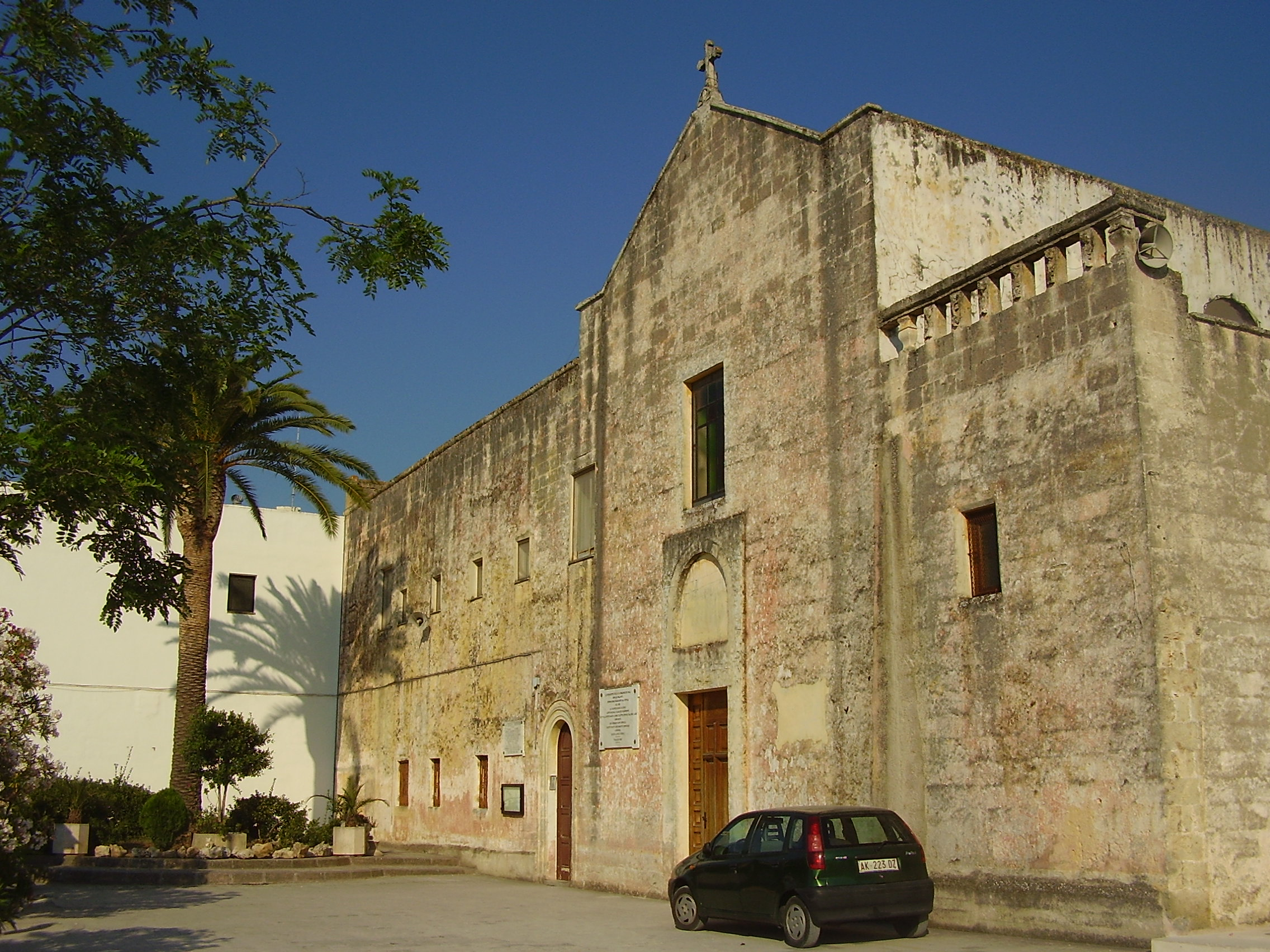
Chiesa di San Francesco d'Assisi

La chiesa di San Francesco d'Assisi, accorpata al convento dei Cappuccini, risale al 1621. Inizialmente dedicata a sant'Antonio di Padova, la chiesa presenta un'architettura estremamente semplice tipica delle costruzioni francescane. L'interno, a due navate comunicanti attraverso archi poggianti su grossi pilastri, presenta una copertura a vela e termina con il presbiterio delimitato da un grande arco trionfale dove campeggia lo stemma dell'ordine francescano. La chiesa è dotata di sette altari; il maggiore con tela del XVIII secolo raffigurante l'Assunta e i laterali dedicati a sant'Antonio da Padova, al Sacro Cuore, al Crocefisso, a san Francesco d'Assisi, alla Porziuncola e a san Fedele. Oltre alle tele degli altari, sono presenti le tele dell'Angelo Custode e di San Michele Arcangelo e dipinti seicenteschi, di scuola francescana, fra cui una Deposizione. Ai lati del presbiterio sono posizionate le statue lapidee di San Pietro e di San Paolo. Una cantoria sormonta la porta d'ingresso.

#### Chiesa Madonna del Buon Consiglio
La chiesa della Madonna del Buon Consiglio sorge sul luogo della grancia basiliana del XIV secolo dedicata a san Foca che fu la prima parrocchiale di Ruffano fino ai primi decenni del Cinquecento. L'antico edificio di rito greco fu demolito nel 1845 per far posto alla nuova costruzione ultimata nel 1867.
La chiesa, in stile neoclassico, è ad una sola navata terminante nel presbiterio. L'altare maggiore ospita la tela della Madonna del Buon Consiglio in cui è raffigurato il donante, Deodato Metafune, il fondatore della confraternita promotrice della costruzione della chiesa. Nella navata sono presenti cinque altari laterali (tre a destra e due a sinistra) intitolati a san Michele Arcangelo, a san Rocco, a Maria Addolorata, a Maria Rifugio dei Peccatori e alla Madonna del Carmelo.

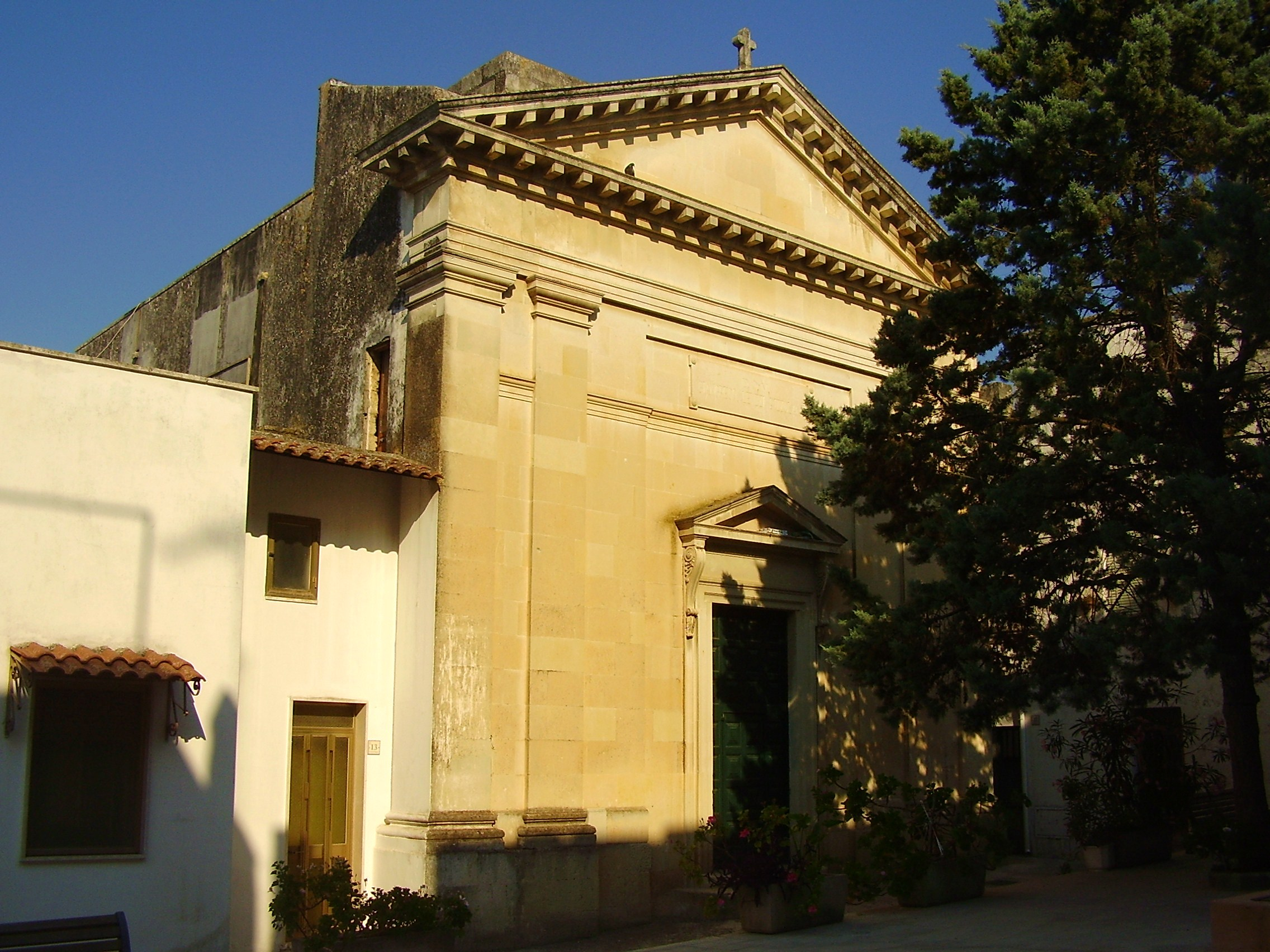
Chiesa dell'Annunziata

#### Chiesa dell'Annunziata
La chiesa dell'Annunziata, voluta dalla locale famiglia dei Riccio, fu edificata nel XVII secolo sull'impianto di un'omonima cappella di rito greco. Al 1699 risale il dipinto dell'Annunciazione posto sull'unico altare della chiesa. Nei primi decenni dell'Ottocento la struttura fu interessata da un radicale intervento di restauro che le conferì l'attuale aspetto neoclassico. Ottocenteschi sono l'organo a canne, il doppio coro ligneo, il pavimento e l'altare in marmo.

#### Chiesa di San Francesco da Paola
La chiesa di San Francesco da Paola, attualmente di proprietà privata, venne edificata nel 1709 per volere del parroco del tempo Antonio d'Alessandro. Il piccolo edificio, situato nell'omonima piazza, possiede un semplice prospetto con porta d'ingresso sormontata dalla statua del santo e campanile a vela. L'interno, a pianta quadrata, custodisce la settecentesca statua lignea di San Francesco da Paola e un pavimento maiolicato, pure del Settecento.

#### Chiesa della Madonna Addolorata
La chiesa della Madonna Addolorata fu eretta dalla famiglia Saetta-Rizzuni nella metà dell'Ottocento. Inquadrata da due robuste paraste, la facciata è impreziosita da una nicchia contenente la statua in pietra della Vergine Addolorata che sorregge il corpo esanime di Cristo. L'interno, dotato di pavimentazione musiva realizzata nel 1926, conserva l'altare maggiore e due tele di cui una raffigurante la Crocifissione.

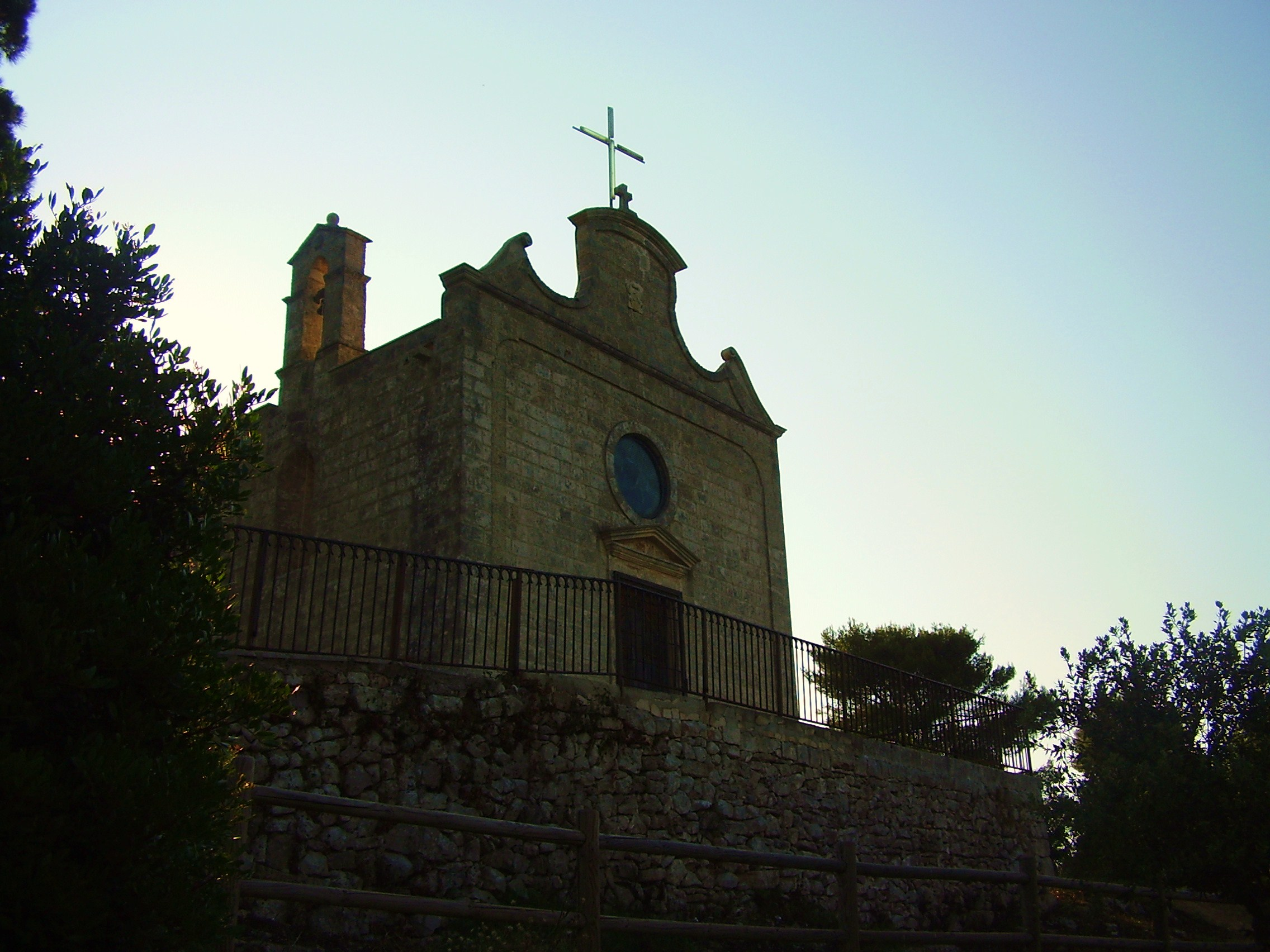
Chiesa Madonna della Serra

#### Chiesa della Madonna della Serra

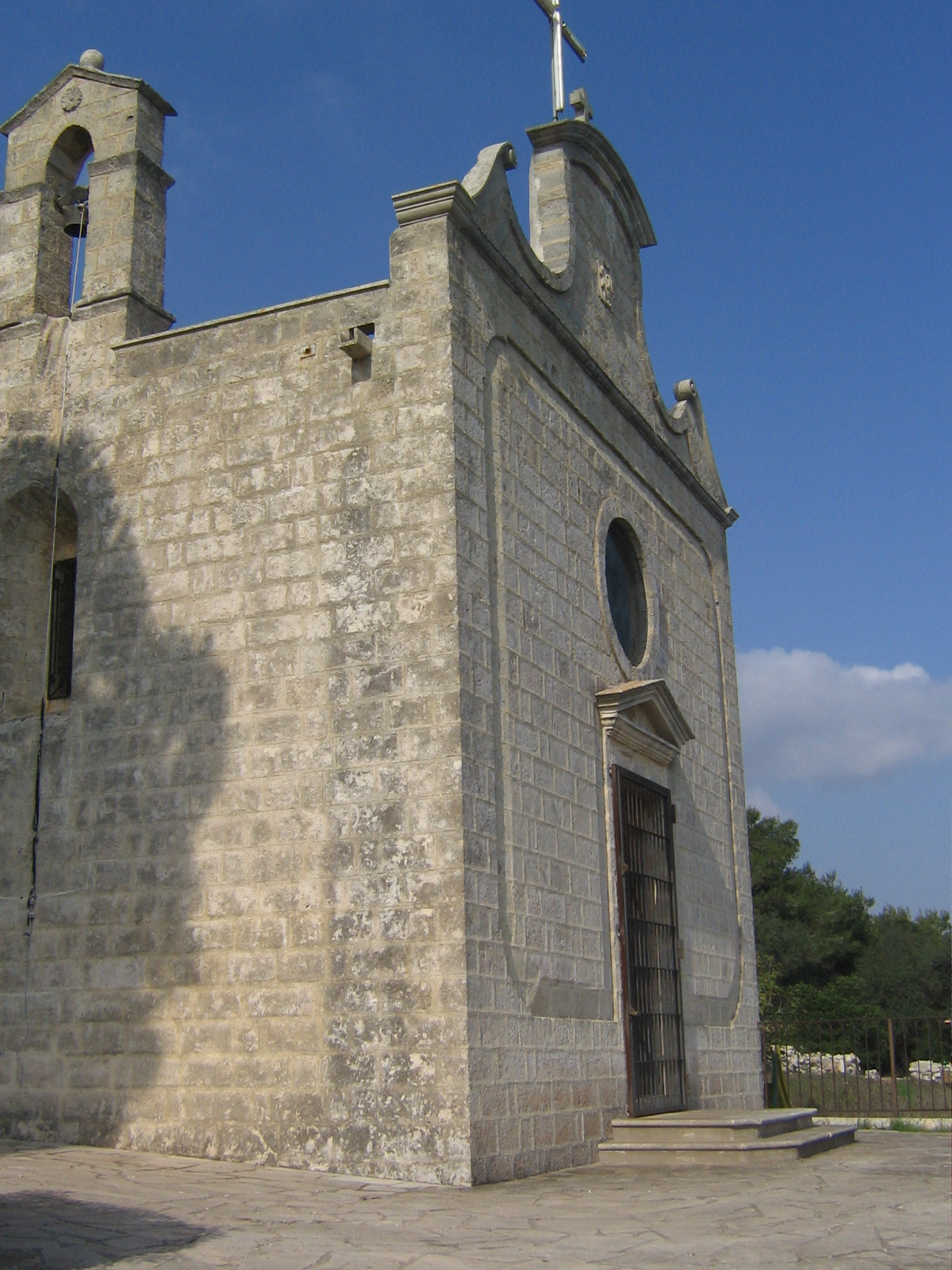
Veduta laterale della Chiesa della Madonna della Serra

La chiesa della Madonna della Serra risale al XVI secolo, ma fu radicalmente restaurata nel 1648 dal principe Carlo Brancaccio e poi verso il 1831.
Ai restauri ottocenteschi si deve l'interno con volta a stella e l'unico altare in pietra leccese su cui è presente un'immagine recente della Vergine. Su un pilastro è conservato un affresco cinquecentesco, ritoccato nel XVIII secolo, raffigurante la Madonna del Latte: leggermente inclinata e avvolta nei suoi ampi panneggi, la Vergine stringe con la mano sinistra il Bambino adagiato su un cuscino azzurro decorato da galloni e fiocchi dorati, mentre con la destra gli porge la mammella.
L'esterno evidenzia le due diverse fasi costruttive che oggi caratterizzano l'edificio. La parte anteriore presenta una facciata in conci tufacei realizzata nella seconda metà del Settecento e ripresa durante i restauri del 1831 con il frontone spezzato e il piccolo campanile a vela che sovrasta la monofora strombata. Più antico è il corpo posteriore.

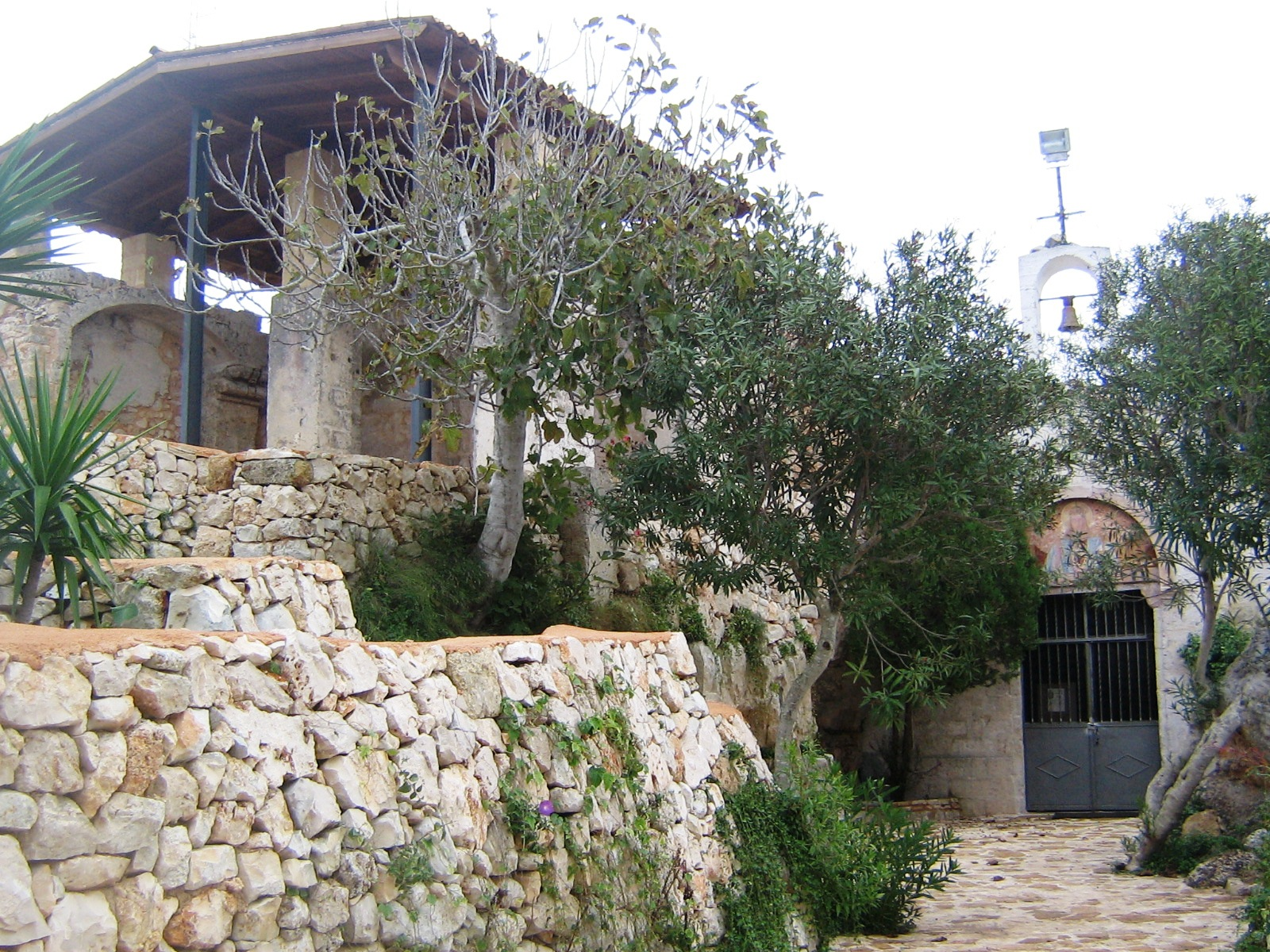
Cripta del Crocifisso e ruderi del Convento

#### Cripta del Crocifisso
Situata in aperta campagna, al confine con il comune di Casarano, la cripta del Crocefisso o di Santa Costantina è un ambiente ipogeo naturale trasformato in luogo di culto dai bizantini nell'XI secolo. Nonostante ricada in territorio ruffanese e sotto la giurisdizione ecclesiale della chiesa madre di Ruffano, la cripta è stata da sempre ritenuta parte integrante della città di Casarano per via della lontananza dal centro abitato.
La zona circostante la cripta, nelle cui vicinanze sono ancora presenti i ruderi dell'antico convento appartenuto dapprima ai monaci basiliani e successivamente agli Olivetani, rappresenta un importante sito preistorico, storico e naturalistico. Graffiti di epoca paleolitica e fossili risalenti a comunità del periodo Neolitico convivono con le affrescate pareti della grotta. Degli affreschi bizantini si ricordano quello del Cristo Crocifisso con san Giovanni Apostolo e Maria Addolorata e quello raffigurante Santa Costantina.

#### Altre chiese
- Cappella di Santa Maria di Costantinopoli – di gusto tardorinascimentale, venne realizzata nel 1639, data riportata sulla facciata. Attualmente ospita l'ufficio di Polizia Municipale.
- Cappella di San Giuseppe – sebbene la costruzione è stata datata dagli storici al 1654, l'abitazione che la sovrasta riporta all'interno la data 1592.
- Cappella Santa Maria ad Nives – di epoca bizantina, fu ristrutturata nel Settecento e successivamente restaurata nelle forme attuali nel XX secolo. Conserva deboli tracce di affreschi bizantini.

### Architetture militari

#### Castello Brancaccio
Sorto sulla zona più elevata dell'abitato, il castello (ora palazzo Pizzolante-Leuzzi) è composto da un nucleo più antico (tardo quattrocentesco) e da una parte aggiornata in epoca barocca. Frutto della sedimentazione di diversi interventi che nel tempo hanno modificato l'originaria fisionomia castellana, la residenza conserva l'assetto e l'impianto tipologico e distributivo conferitole, nella prima metà del Seicento, dalla famiglia Brancaccio.
Gli interventi realizzati tra il 1626 e il 1654 interessarono i volumi interni e soprattutto lo splendido cortile ad arcate sovrapposte, impreziosito da una panoplia militaresca che riveste gli estradossi degli archi e i pilastrini della balaustra con elmi, scudi, corazze, faretre e armi da fuoco, mentre le pareti del loggiato superiore furono decorate da un fregio affrescato con scene di soggetto mitologico (oggi fortemente deteriorate). Allogata in una nicchia a giorno è la statua del capostipite Rinaldo Brancaccio, accompagnata dai presunti ritratti in bassorilievo del figlio Ferdinando e del nipote Carlo. Autore dell'apparato plastico del cortile fu lo scultore leccese Angelo Ricciardo, come rivela la memoria epigrafica riportata in uno scudo ovale sulla trabeazione superiore: “M[ASTRO] ANGELO RICCIARDO / DI LECCE SCOLPIVA / 1654”.

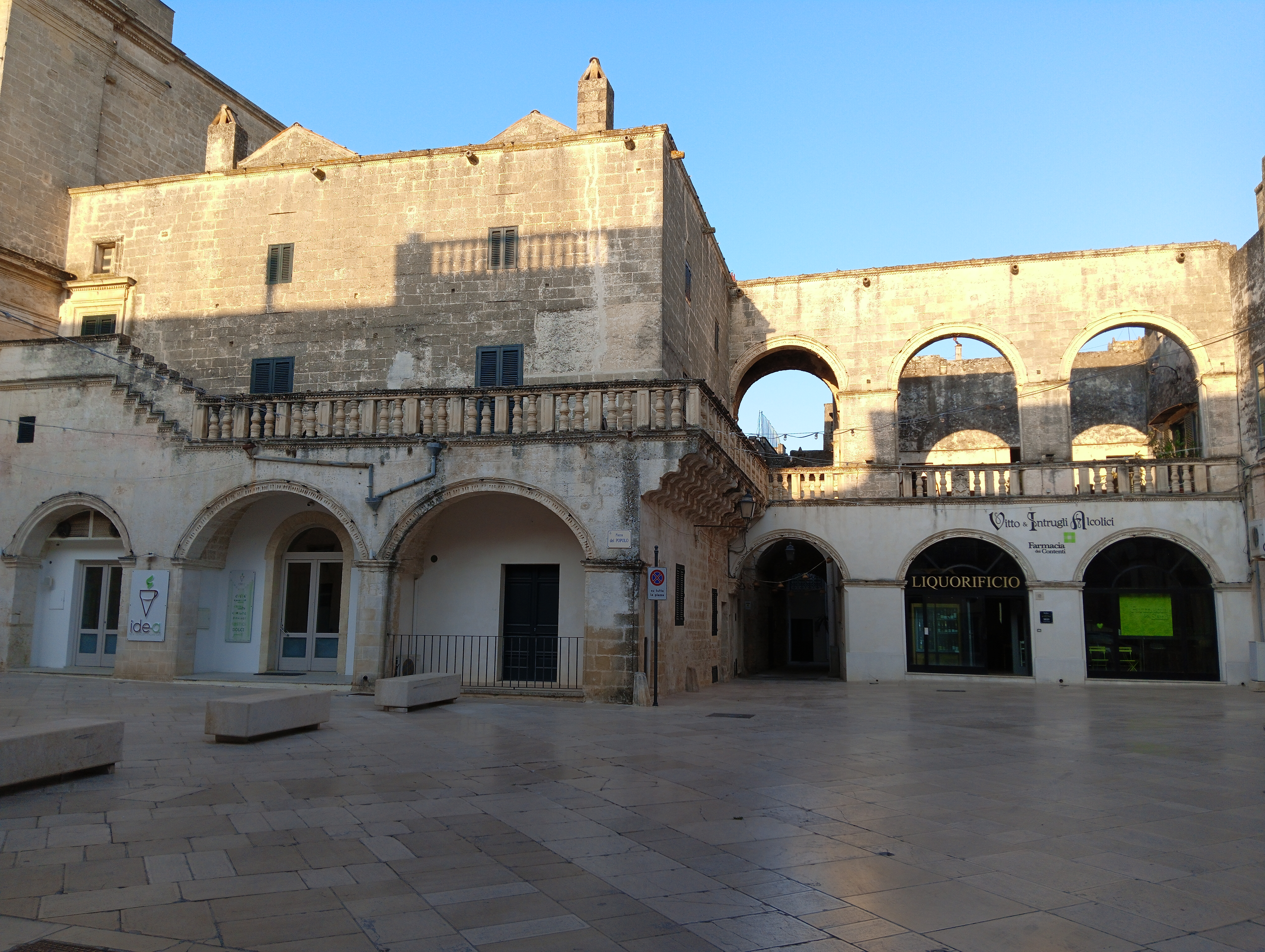
Il Castello Brancaccio

Al 1657 circa è databile la cosiddetta “Loggia Brancaccio”, un collegamento a giorno che scavalca vico del Popolo, unendo la residenza feudale con la vicina Matrice.
Ulteriori interventi si collocano tra Sei e Settecento, quando il feudo passò dai Brancaccio alla famiglia d'Amore; a questo periodo risale l'edificazione di un lungo corpo terrazzato su piazza S. Francesco, ornato da una teoria di arcate con paraste a bugne. Nel 1753 ai principi d'Amore si avvicendarono i marchesi Ferrante, che apposero il proprio stemma sull'adiacente porta urbica e sul portale d'ingresso al palazzo. La residenza fu infine acquistata nel 1835 da Antonio Leuzzi di Latiano, i cui discendenti ne sono tuttora proprietari.

### Siti archeologici

#### Grotta della Trinità
Di origine naturale, la grotta fu frequentata sin dal Neolitico. L'ipogeo, lungo complessivamente 23 metri, è costituito da un ambiente iniziale dal quale, attraverso uno stretto cunicolo, si giunge nella parte più profonda della grotta. I rinvenimenti di ceramica hanno potuto constatare che la grotta è stata abitata ininterrottamente dal periodo neolitico fino al Medioevo. A partire dal IX secolo è stata utilizzata da monaci eremiti e successivamente, dall'XI secolo, fu trasformata in luogo di culto come testimoniano i resti di affreschi bizantini.

#### Altre Grotte

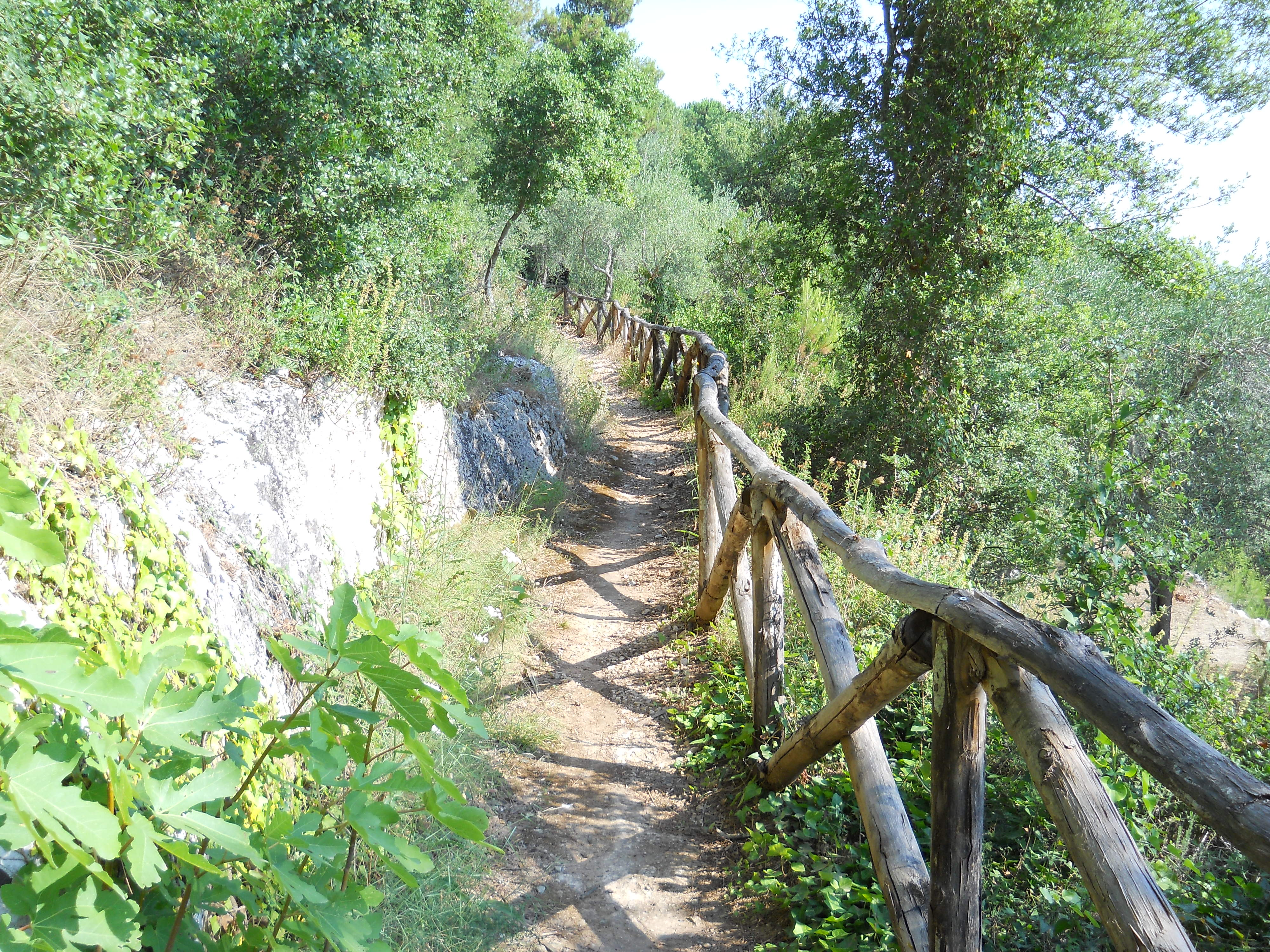
Bosco

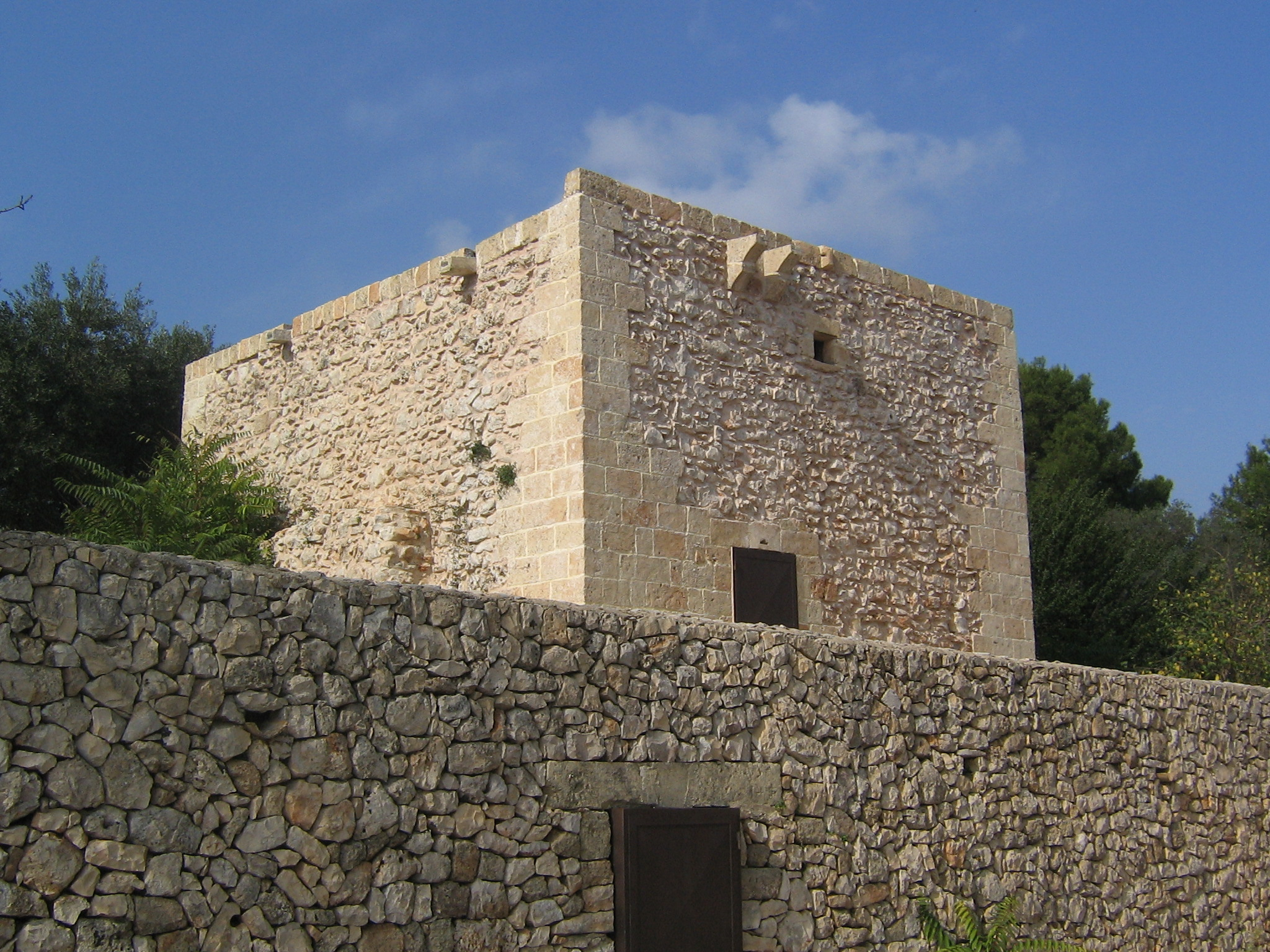
Torre di Avvistamento

- Grotta di Santa Lucia
- Grotta Loredana

### Aree naturali

#### Bosco Occhiazzi
Esteso per circa due ettari, è caratterizzato da una vegetazione costituita principalmente da macchia mediterranea. L'intera zona boschiva, riparo di numerose specie di insetti, anfibi, rettili, uccelli e mammiferi, è stata recentemente riqualificata e attrezzata attraverso il contribuito del Programma LEADER + del GAL Capo Santa Maria di Leuca.

#### Collina Madonna della Serra
La Collina Madonna della Serra è un modesto rilievo facente parte delle serre salentine, la cui altitudine supera di poco i 175 metri s.l.m. La collina è ricca di vegetazione e fauna. La macchia mediterranea è presente in quantità esagerata con numerose varietà di piante fra cui: il leccio, il corbezzolo, il ginepro rosso, il lentisco, l'erica, l'euforbia, il mirto, la ginestra e il rosmarino.
Su questo rilievo sorge l'omonima chiesa e una torre di avvistamento del XVI secolo, costruita dagli Aragonesi dopo l'assedio di Otranto da parte dei Saraceni avvenuto nel 1480. La torre, adibita nel corso dei secoli a vari usi, da ricovero per i pellegrini e gli animali, a residenza estiva e anche a rifugio per cacciatori, è stata recuperata e adibita a centro visita/aula didattica al servizio del Parco Naturalistico Bosco Occhiazzi-Madonna della Serra attraverso strumenti didattici ed espositivi.

## Società

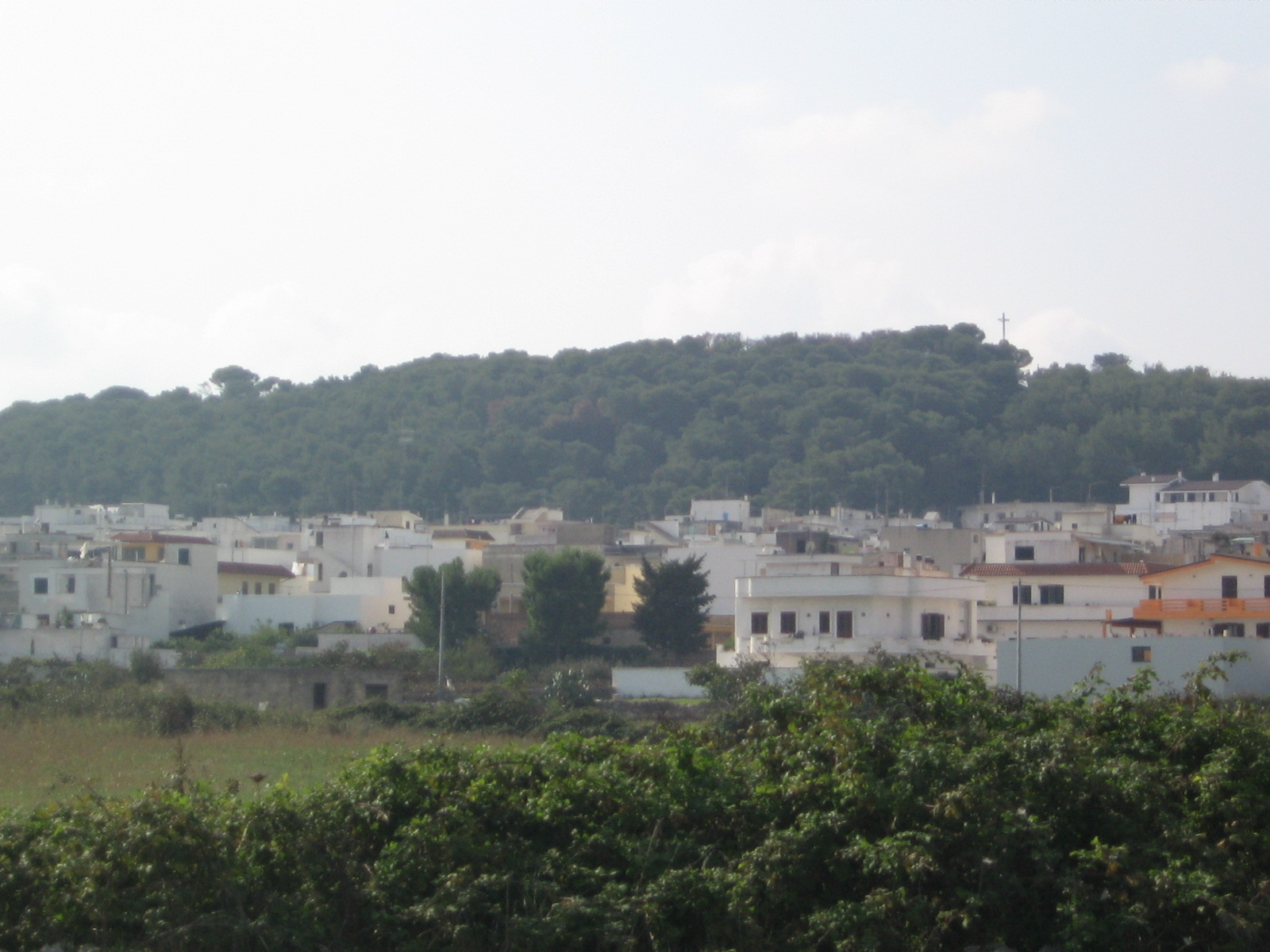
Veduta

### Evoluzione demografica
Abitanti censiti

### Etnie e minoranze straniere
Al 31 dicembre 2017 a Ruffano risultano residenti 295 cittadini stranieri. Le nazionalità principali sono:
- Marocco - 134
- Romania - 105

### Lingue e dialetti

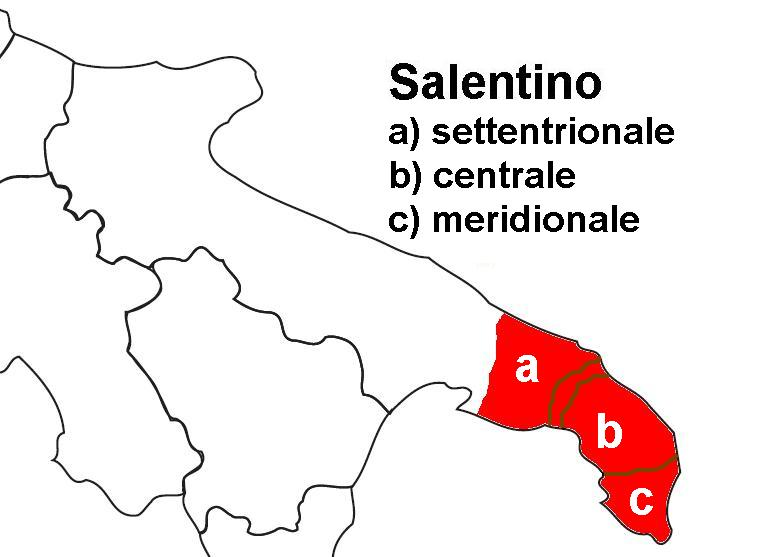
Diffusione del dialetto salentino

Il dialetto parlato a Ruffano è il dialetto salentino nella sua variante meridionale. Il dialetto salentino, appartenente alla famiglia delle lingue romanze e classificato nel gruppo meridionale estremo, si presenta carico di influenze riconducibili alle dominazioni e ai popoli stabilitisi in questi territori nei secoli: messapi, greci, romani, bizantini, longobardi, normanni, albanesi, francesi, spagnoli.

## Geografia antropica

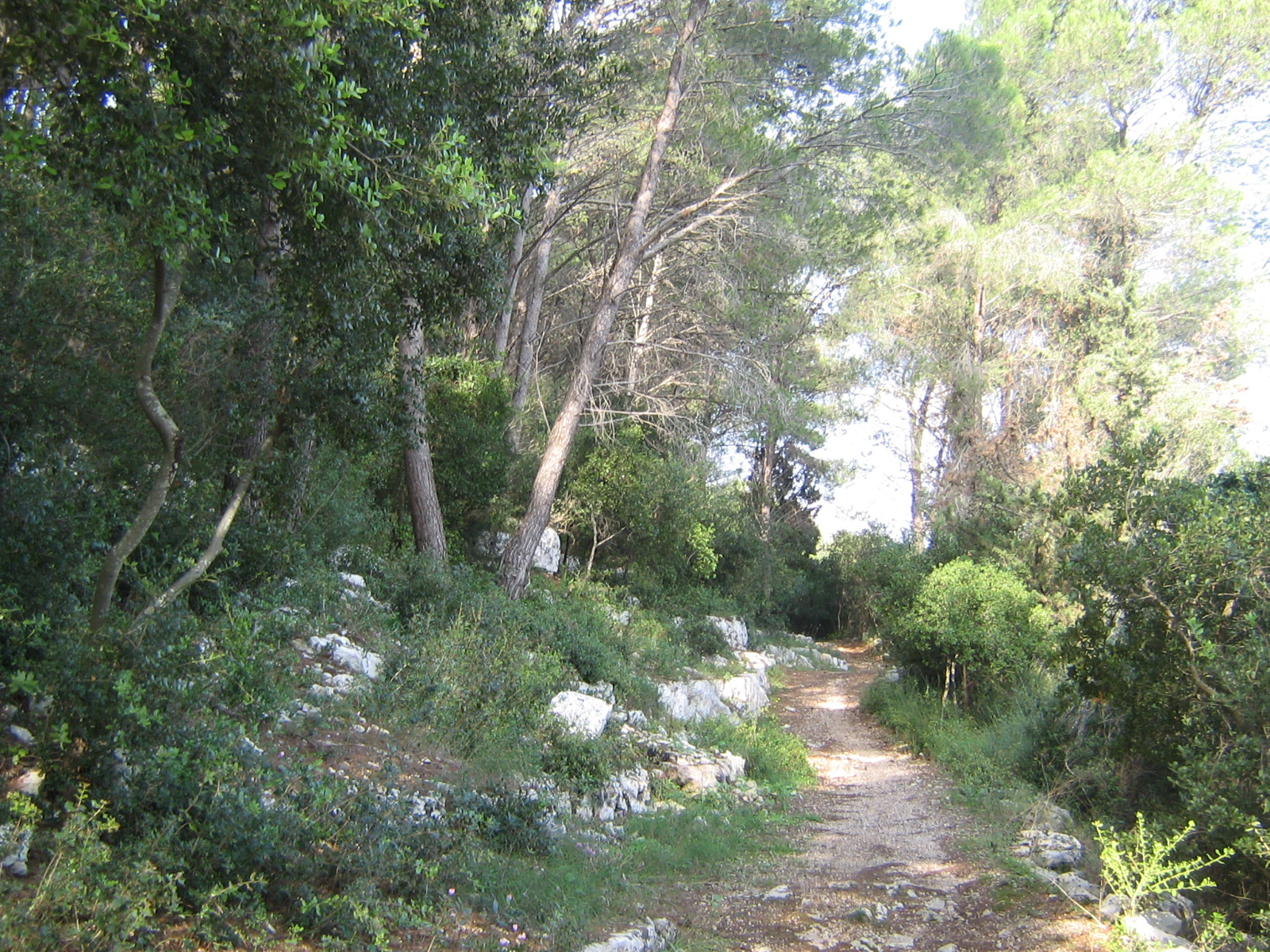
Il bosco Occhiazzi

### Frazioni
L'unica frazione di Ruffano è Torrepaduli. La frazione è nota per la danza scherma, particolare tipo di pizzica, che mima nelle sue movenze, scandite dal suono ritmico ed ossessivo del tamburello, un duello tra due contendenti che si tiene all'interno di un cerchio delimitato dalla folla che vi assiste (ronda), in cui, inoltre, l'arma di offesa (coltello) viene sostituita dalle dita indice e medio della mano e che richiama numerosi fedeli e turisti, oltre a studiosi di questo evento unico, in occasione dei festeggiamenti in onore di San Rocco (15-16 agosto). In un passato non tanto lontano la danza veniva condotta con armi vere e non erano poche le persone che dovevano fare ricorso alle cure dei Medici per ferite più o meno importanti. Oggi rimane l'aspetto folcloristico che, comunque, fa rivivere alle migliaia di persone che intervengono ogni anno, gremendo il piazzale antistante il Santuario di S. Rocco, il clima di "resa dei conti" che animava in passato i contendenti che si davano appuntamento proprio a Torrepaduli il 15 di agosto per sanare precedenti "divergenze d'opinioni" e vecchie "ruggini".

## Economia

### Artigianato
Tra le attività più tradizionali e rinomate vi sono quelle artigianali,  che si distinguono per l'arte della tessitura, del ricamo, della ceramica, della terracotta, oltreché per la lavorazione dei metalli.

## Infrastrutture e trasporti

### Strade
I collegamenti stradali principali sono rappresentati da:
- Strada statale 16 Adriatica Lecce-Maglie
- Strada statale 275 Maglie-Santa Maria di Leuca uscita per Ruffano.

Il centro è anche raggiungibile dalla SP374 Miggiano-Taurisano e dalle strade provinciali interne: SP71 Ruffano-Casarano, SP164 Ruffano-Spongano, SP172 Ruffano-Surano, SP176 Ruffano-Taurisano, SP179 Ruffano-Montesano Salentino, SP362 Ruffano-Supersano.

### Ferrovie
La stazione ferroviaria più vicina è quella di Casarano posta sulla linee Gallipoli-Casarano e Novoli-Gagliano del Capo delle Ferrovie del Sud Est.

## Amministrazione
| Periodo           | Periodo           | Primo cittadino       | Partito      | Carica                          | Note                                                                               |
| ----------------- | ----------------- | --------------------- | ------------ | ------------------------------- | ---------------------------------------------------------------------------------- |
| 1985              | 1989              | Antonio Cavallo       | DC           | Sindaco                         | Scadenza naturale del mandato                                                      |
| 1989              | 1991              | Rocco Gnoni           | DC           | Sindaco                         | Mozione sfiducia costruttiva                                                       |
| 1991              | 1992              | Vera Manco            | PSI          | Sindaco                         | Mozione sfiducia costruttiva                                                       |
| 1992              | 1994              | Angelo Rizzello       | DC           | Sindaco                         | Scadenza naturale del mandato                                                      |
| 1994              | 1996              | Luigi Nicola Fiorito  | Sindaco      | PPI                             | Dimissioni del consiglio                                                           |
| 6 settembre 1996  | 14 settembre 1996 | Beniamino Margiotta   |              | Commissario Prefettizio         | Cessazione commissario                                                             |
| 14 settembre 1996 | 18 novembre 1996  | Beniamino Margiotta   |              | Commissario Straordinario       | Cessazione commissario                                                             |
| 1996              | 1999              | Rocco Stradiotti      | Sindaco      | Lista Civica di Centro Sinistra | Dimissioni del consiglio                                                           |
| 9 dicembre 1999   | 10 gennaio 2000   | Giuseppe Romeo        |              | Commissario Prefettizio         | Cessazione commissario                                                             |
| 10 gennaio 2000   | 17 aprile 2000    | Giuseppe Romeo        |              | Commissario Straordinario       | Cessazione commissario                                                             |
| 2000              | 2005              | Luigi Nicola Fiorito  | Sindaco      | Centro Sinistra                 | Scadenza naturale del mandato                                                      |
| 2005              | 2009              | Luigi Nicola Fiorito  | Sindaco      | lista civica                    | Cessazione dalla carica di Sindaco                                                 |
| 9 dicembre 2009   | 10 gennaio 2010   | Monica Perna          |              | Commissario Prefettizio         | Cessazione commissario                                                             |
| 2010              | 2011              | Carlo Russo           | lista civica | Sindaco                         | Dimissioni della metà più uno dei consiglieri                                      |
| 2011              | 2011              | Valeria Pastorelli    |              | Commissario Prefettizio         |                                                                                    |
| 2011              | 2012              | Valeria Pastorelli    |              | Commissario Straordinario       |                                                                                    |
| 2012              | 2017              | Carlo Russo           | lista civica | Sindaco                         |                                                                                    |
| 2017              | 2025              | Antonio Rocco Cavallo | lista civica | Sindaco                         | Dimesso al fine di far cessare le esigenze cautelari e richiedere la scarcerazione |
| 2025              | In Carica         | Claudio Sergi         |              | Commissario Prefettizio         |                                                                                    |

## Sport

### Pallavolo
La locale società di pallavolo è la MB Volley Ruffano: la prima squadra maschile milita nel campionato nazionale di Serie B, mentre il team femminile nel campionato regionale di Serie D. Le partite sono disputate nel palazzetto comunale intitolato alla memoria di Marcello Bisanti.

### Calcio
La squadra di calcio della città è l A.S.D. Ruffano Calcio che milita nel girone C pugliese di 1ª Categoria.
Colori sociali: Granata.